# Bolzum
Bolzum ist ein Ortsteil der Stadt Sehnde, 20 km südöstlich von Hannover. Der Ort liegt am Rand der Hildesheimer Börde zwischen Mittellandkanal und Stichkanal Hildesheim. Bis zum Zentrum von Hannover sind es ca. 20 km, bis zum Messegelände Hannover 10 km.

## Geschichte
Seit etwa 10.000 v. Chr. sind menschliche Ansiedlungen in der Region nachgewiesen. In geschichtlicher Zeit gehörte sie zum Siedlungsgebiet der Cherusker, die in dem von Norden einwandernden Volk der Sachsen aufgingen.

### Mittelalter und Frühe Neuzeit
Zwischen 1225 und 1247 ist ein Ludolfus de Boltessem in Hildesheimer Urkunden belegt. Bis ins 14. Jahrhundert begegnet uns diese Namensform. Danach wurde sie abgewandelt in Bolzem, Bolthsem und Boltzem. 1593 erscheint im Erbregister der Ämter Ruthe und Coldingen erstmals die bis heute geltende Schreibweise Bolzum.
Boltessem dürfte aus Boltes-hem entstanden sein und ist demnach der Wohnort eines Bolte oder Boltes. Den Ursprung führt man auf einen altsächsischen Namen Bald/Baldo zurück, wobei sich später die Buchstaben a zu o und d zu t verändert haben. Die heutige Form entspricht der im Hildesheimischen üblichen Endungsform „um“, wie z. B. in Achtum und Harsum. Der Ortsname leitet sich also von einem Personennamen her. Der Familienname Bolzum ohne Adelstitel ist im Ort bis heute erhalten.
Bolzum gehörte zur Großen Grafschaft, die die Grafen von Lauenrode vom Hochstift Hildesheim als Lehen hatten. Ein Teil der Großen Grafschaft wurde zwischen 1200 und 1671 zum Freiengebiet und kam unter die Herrschaft der Welfen. Bolzum aber blieb schließlich hildesheimisch.

### 19. und 20. Jahrhundert
Im 19. Jahrhundert wechselte in Bolzum fünfmal die Landesherrschaft. Im Zuge der Säkularisation der geistlichen Fürstentümer fiel Bolzum als Teil des Hochstifts Hildesheim 1802 an Preußen. 1807 wurde Bolzum dem Königreich Westphalen zugeschlagen. Nach der Völkerschlacht bei Leipzig 1813 war Bolzum bis 1815 wieder preußisch. Beim Wiener Kongress 1815 wurde Bolzum dem Königreich Hannover zugesprochen. Nach dem Deutschen Krieg wurde Bolzum 1866 zum dritten Mal preußisch.
Bis zum Beginn des 19. Jahrhunderts bzw. bis zu Ablösung der bäuerlichen Lasten und Abgaben stand Bolzum unter der Herrschaft des Ritterguts Bolzum. Die meisten Höfe befanden sich in Abhängigkeit vom Gut.
Am 24. August 1857 kam es zu einem großen Ortsbrand. Auf einem Hof hatten spielende Kinder in einem freistehenden Backofen mit Stroh ein Feuer entfacht. Durch Funkenflug gerieten die Hofgebäude in Brand, der sich auf den Ort mit seinen strohgedeckten Fachwerkhäusern ausdehnte. Es fielen 14 Höfe und die Synagoge mit der Schulstube der jüdischen Gemeinde den Flammen zum Opfer. Das Feuer griff auf das Nachbardorf Wehmingen über und legte 12 Anwesen in Schutt und Asche. Über den Wiederaufbau einiger Häuser, nun in massiver Bauweise, geben einige Hausinschriften Auskunft. So ist an dem Haus Marktstraße 16 zu lesen:
Am 1. März 1974 wurde die zum Landkreis Hildesheim-Marienburg gehörende Gemeinde Bolzum in die Gemeinde, heute Stadt, Sehnde eingegliedert.

### Bevölkerungsentwicklung
Ein Erbregister von 1593 weist in Bolzum insgesamt 41 Anwesen aus. Das entsprach vermutlich einer Bevölkerungszahl von etwa 180. Eine Personen-Beschreibungs-Liste von 1773 zählt bei 55 Anwesen 239 Personen. Seit 1821 haben wir echte Bevölkerungszahlen:
| Jahr | Einwohner |
| ---- | --------- |
| 1821 | 464       |
| 1848 | 499       |
| 1871 | 492       |
| 1885 | 557       |
| 1905 | 766       |
| 1925 | 910       |
| 1939 | 719       |
| 1951 | 1.389     |
| 1960 | 1.180     |
| 1970 | 1.385     |
| 1975 | 1.696     |
| 1980 | 1.300     |
| 1990 | 1.227     |
| 2013 | 1.280     |
| 2022 | 1.345     |

## Religion

### Die evangelische Kirche
Die evangelische St.-Nicolai-Kirche ist ein spätromanischer Bruchsteinbau, errichtet 1280–1282. Über die Entstehungsgeschichte wird Folgendes berichtet: Am Nikolaustag 1277 war der Bolzumer Bauer Luloff Dickewolt auf dem Kirchgang nach Lühnde schwer gestürzt. Er verfügte dann, dass aus seinem Besitz in Bolzum eine Kirche errichtet werden solle, was auch geschah. Sie wurde dem heiligen Nikolaus geweiht. Die Gutsherren von Bolzum übernahmen das Patronat.
Die Kirche ist im Laufe der Jahrhunderte mehrfach umgestaltet worden. Dabei wurden die romanischen Stilelemente – insbesondere der Fenster – weitgehend beseitigt. Das Kircheninnere ist barock geprägt. Um 1700 wurde für den Einbau einer Gutsprieche die Nordwand nach außen versetzt. Kanzel, Empore, ein Kronleuchter und Altargeräte stammen noch aus dem 17. und 18. Jahrhundert. Besonders in Auge fallen 16 Wappenbilder früherer Gutsherren und ihrer Ehefrauen unterhalb der Gutsprieche. Mitte des 16. Jahrhunderts wurde die Kirche lutherisch.
Die Kirchengemeinde St. Nicolai gehört zum Kirchenkreis Hildesheim-Sarstedt der Landeskirche Hannovers. Zu ihr gehört außer der Kirche (Am Mühlenberg 4) auch der Friedhof am östlichen Ortsrand.

### Die katholische Kirche
1682 übernahm die katholische Familie von Frens das Gut und richtete im Haupthaus eine Hauskapelle ein. Um 1725 wurde auch ein Pfarrer eingesetzt. Später wurde die Kapelle in ein umgebautes Gewächshaus im Garten verlegt. Die heutige St.-Josefs-Kirche stammt von 1897/98. Sie ist in neoromanischem Stil gehalten. Wertvollstes Inventar ist eine Sandsteintaufe aus dem Jahre 1591. Sie ist mit Reliefs verziert, die u. a. das Wappen des damaligen Gutsherrn Hermann von Haus und seiner beiden Gemahlinnen zeigen. Dazu kommen ein Kelch aus dem 15. und eine Monstranz aus dem 18. Jahrhundert.
Die Kirche gehört seit 2014 zur Pfarrei St. Bernward in Lehrte, im Dekanat Hannover des Bistums Hildesheim. Zur Kirche gehört auch der Friedhof am südöstlichen Ortsrand.

### Die jüdische Gemeinde
Eine „Personen-Beschreibungs-Liste“ von 1773 führt einen „Juden Nathan“ und einen „Juden Meyer“ auf. Durch Zuzug stieg die Zahl 1843/44 auf 45 Personen. Sie ging 1871 zurück auf 27, 1905 auf eine Person und 1925 hatten alle Juden den Ort verlassen. In den Registern stehen sie als Kötner und Abbauern, ihren Haupterwerb fanden sie aber als Kleinfabrikanten, Kleingewerbetreibende und Schlachter und in einem Falle als Gastwirt. Noch vor 1843 gab es eine Synagogengemeinde, 1837 wurde der Bau einer Synagoge genehmigt, in der 1839 auch eine Schule eingerichtet wurde. Nach dem rapiden Rückgang der Gemeinde wurde 1905 das Synagogengrundstück verkauft. Heute erinnert noch das Haus Marktstraße 15 an die jüdischen Mitbürger, das in einem Balken eine hebräische Inschrift trägt: „Gebenedeit seist du bei deinem Eingang, gesegnet bei deinem Ausgang“.
Am Rande der Ortslage besteht der jüdische Friedhof Bolzum, auf dem die erste nachweisbare Bestattung im Jahre 1825 erfolgte. Die letzte Bestattung fand 1939 statt. Anfang der 1940er Jahre begannen Bolzumer Bürger den Friedhof einzuebnen und wollten die Grabstätten entfernen. Das Kriegsende verhinderte dies, und 1946 begann der Gemeinderat die Wiederherstellung. Die zuvor entfernte Hecke wurde neu gepflanzt und die Grabsteine wieder aufgerichtet.

## Politik
Ortsbürgermeisterin ist Silke Lesemann (SPD).

## Wappen
Das Wappen zeigt auf rotem Grund drei nach (heraldisch) rechts schräg aufgerichtete goldene Bolzen. Ein solches Wappen führten die hier auf dem Gut ansässigen Gutsherren der Ritter von Boltessem. Die Entwicklung des Ortsnamens zeigt allerdings, dass der Name Bolzum nichts mit Bolzengeschossen zu tun hat.

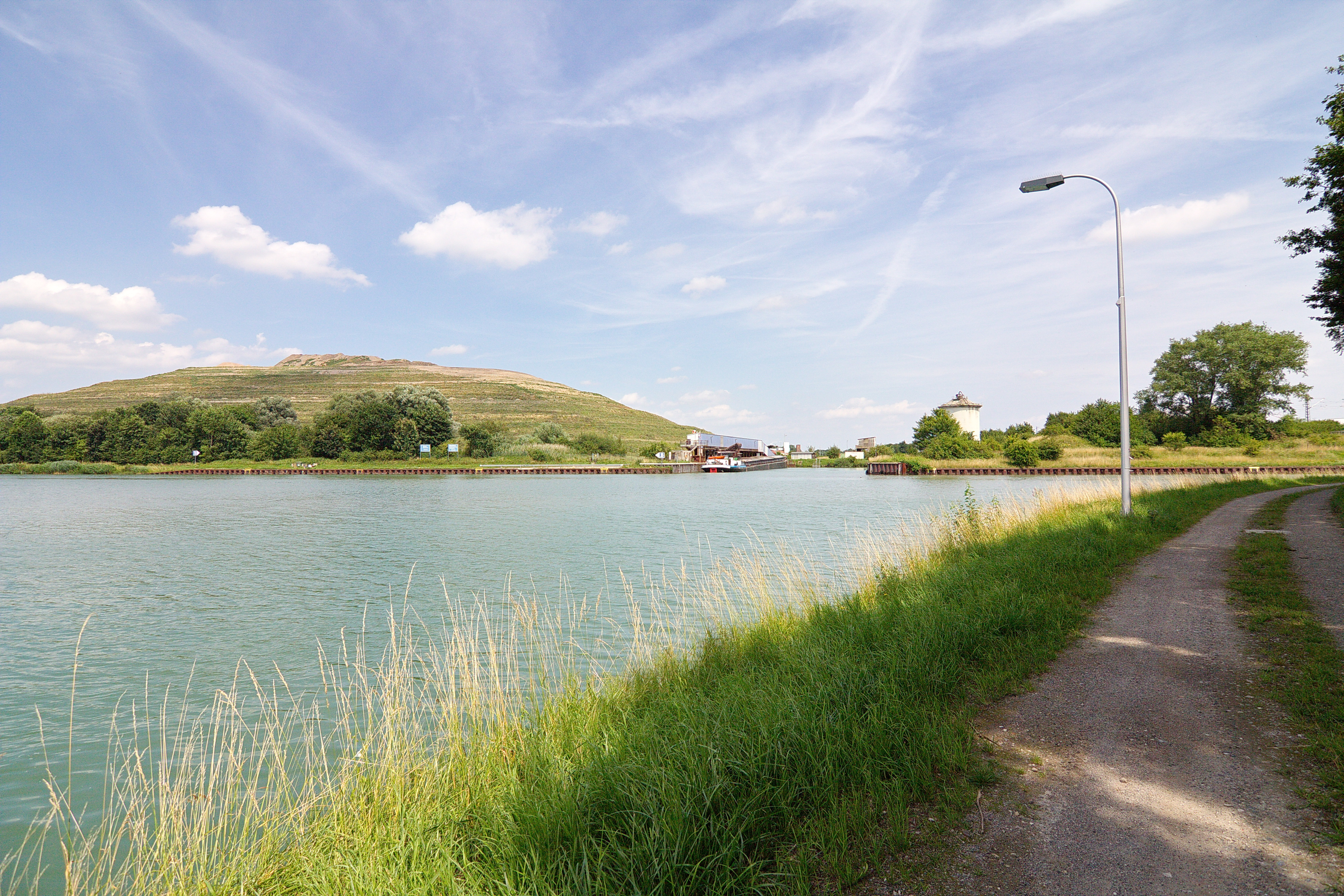
Mittellandkanal bei Bolzum

## Kultur und Sehenswürdigkeiten
- Die 1282 erbaute evangelische St.-Nicolai-Kirche wurde im Jahr 1282 errichtet.
- Die Bolzumer Schleuse am Stichkanal nach Hildesheim ist als Architekturdenkmal eingestuft und bleibt neben dem größeren Schleusenneubau erhalten.
- Das Rittergut Bolzum war ein „adeliger Sitz“. Zu ihm gehörte das Dorf Bolzum und er hatte die niedere Gerichtsbarkeit. Die heutige Anlage mit dem Herrenhaus aus der ersten Hälfte des 17. Jahrhunderts geht auf Statius von Münchhausen zurück. Das einst durch eine Mauer und einen Graben umschlossene Gutsareal ist noch heute ein beeindruckendes Ensemble. Die stilvoll restaurierten Gebäude stehen in Privatbesitz und dienen neben Wohnzwecken als Hotel und zuweilen auch als Rahmen für kulturelle Veranstaltungen.
- Für Bolzum ist die Existenz von drei Mühlen belegt. Eine Bockwindmühle stand auf dem großen Mühlenberg südlich von Bolzum. 1651 wurde sie in einer Chronik erwähnt. Sie gehörte dem Gut Bolzum. Vermutlich 1892 wurde sie zum Wehmfelde, nordwestlich von Bolzum, umgesetzt. Sie stand dort, bis sie 1942 in einem Sturm zerstört wurde.
- Eine weitere Gutsmühle stand auf dem Kleinen Mühlenberg, dort wo sich heute der katholische Friedhof befindet. Es war vermutlich ebenfalls eine Bockwindmühle. Genaue Daten gibt es über sie nicht.
- Eine Wassermühle ließ 1705 der damalige Gutsherr errichten. Die sogenannte Teichmühle lag nördlich an der Grenze zu Sehnde. Der angestaute Mühlenteich löste eine heftige „Wasserfehde“ zwischen den Welfen und dem Bistum Hildesheim aus, da die Sehnder Landwirte sich beklagten, dass ihnen das Wasser für ihre Viehtränken entzogen würde. Der Streit zog sich über 90 Jahre hin und wurde letztlich nie entschieden. Die Teichmühle war in Betrieb, bis in den 1920er Jahren durch den Bau des Mittellandkanals der Wellspring versiegte, der das Wasser für die Mühle geführt hatte.

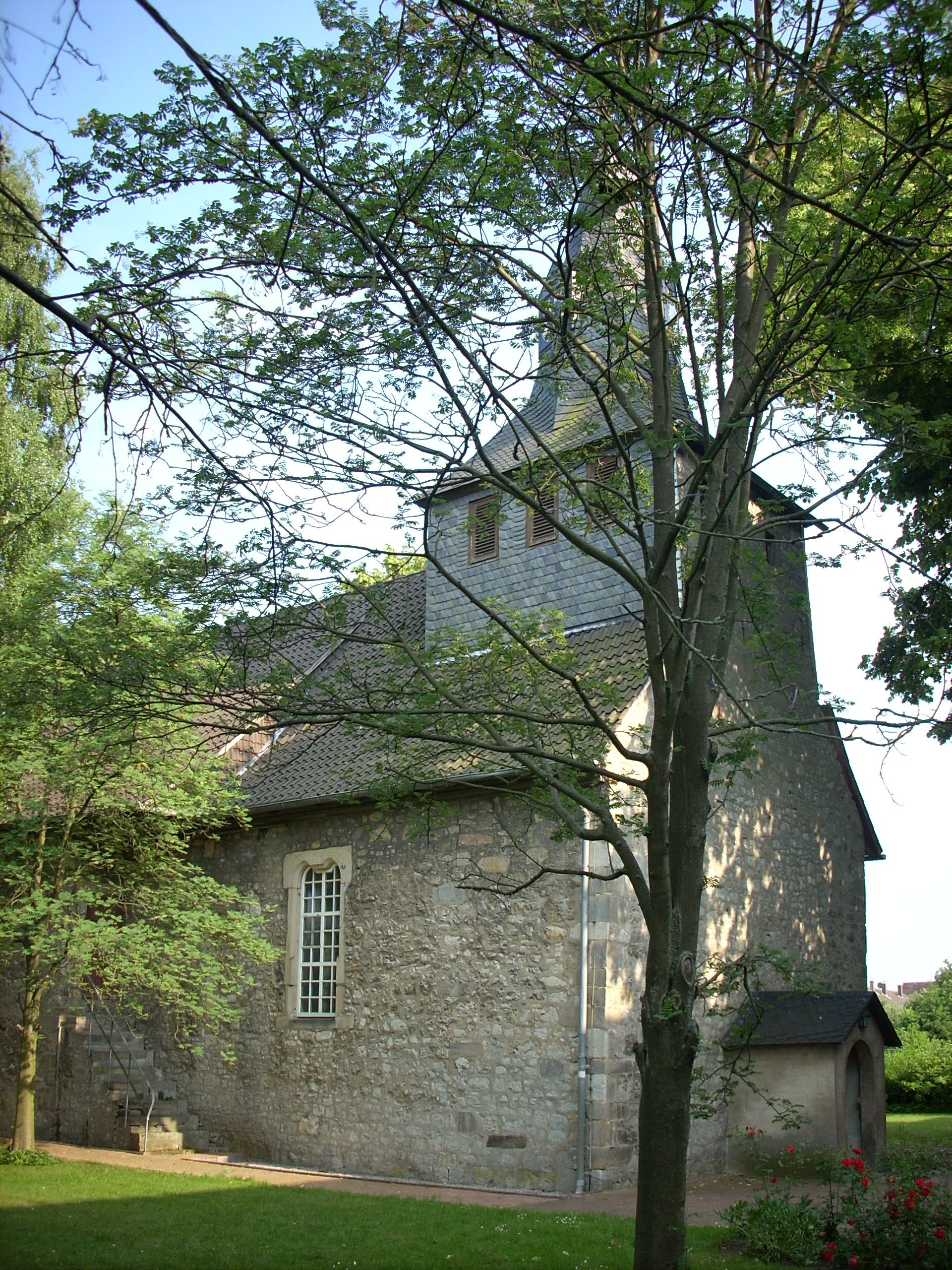
Evangelische Kirche St. Nicolai
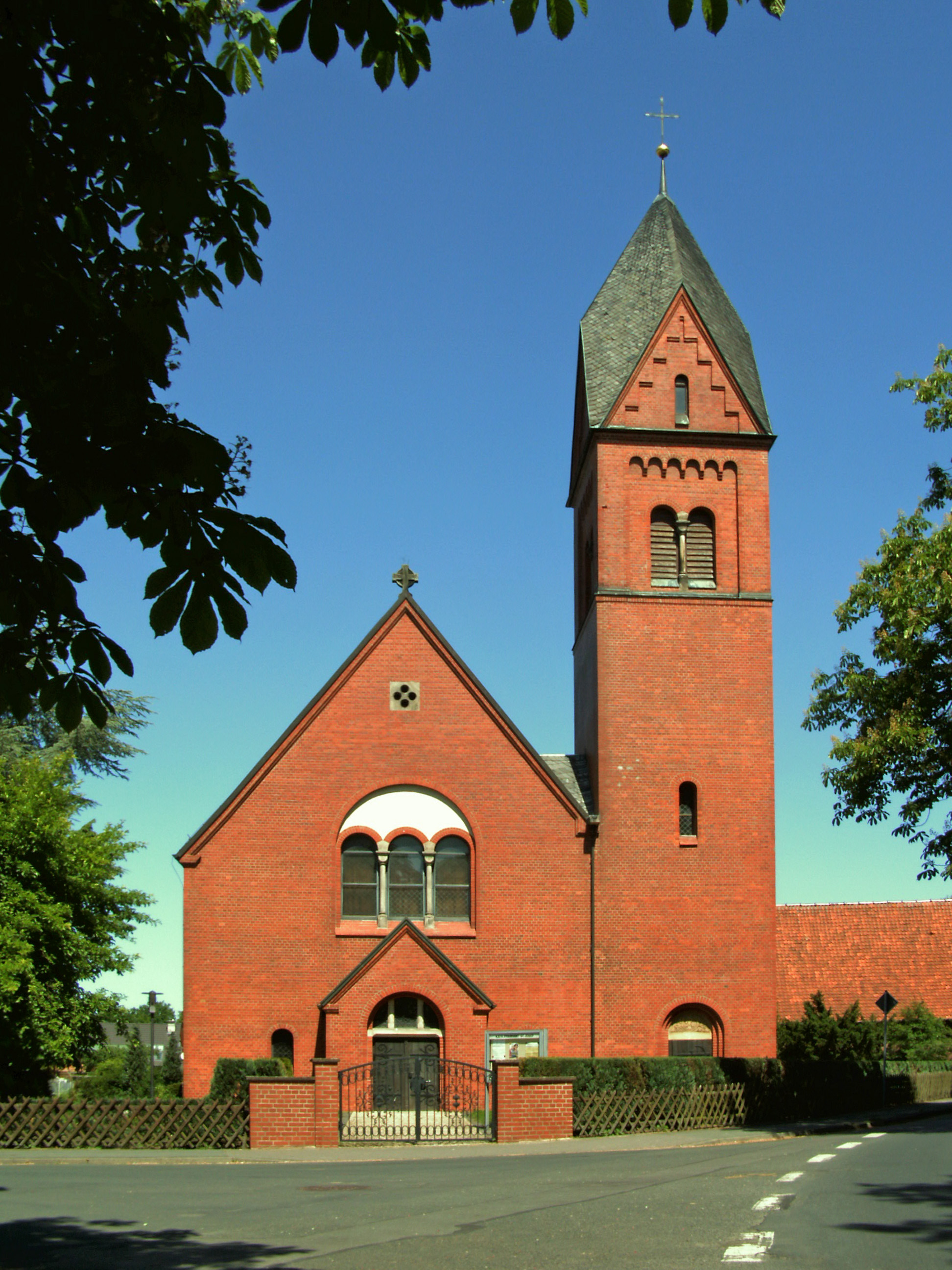
Katholische St.-Josefs-Kirche
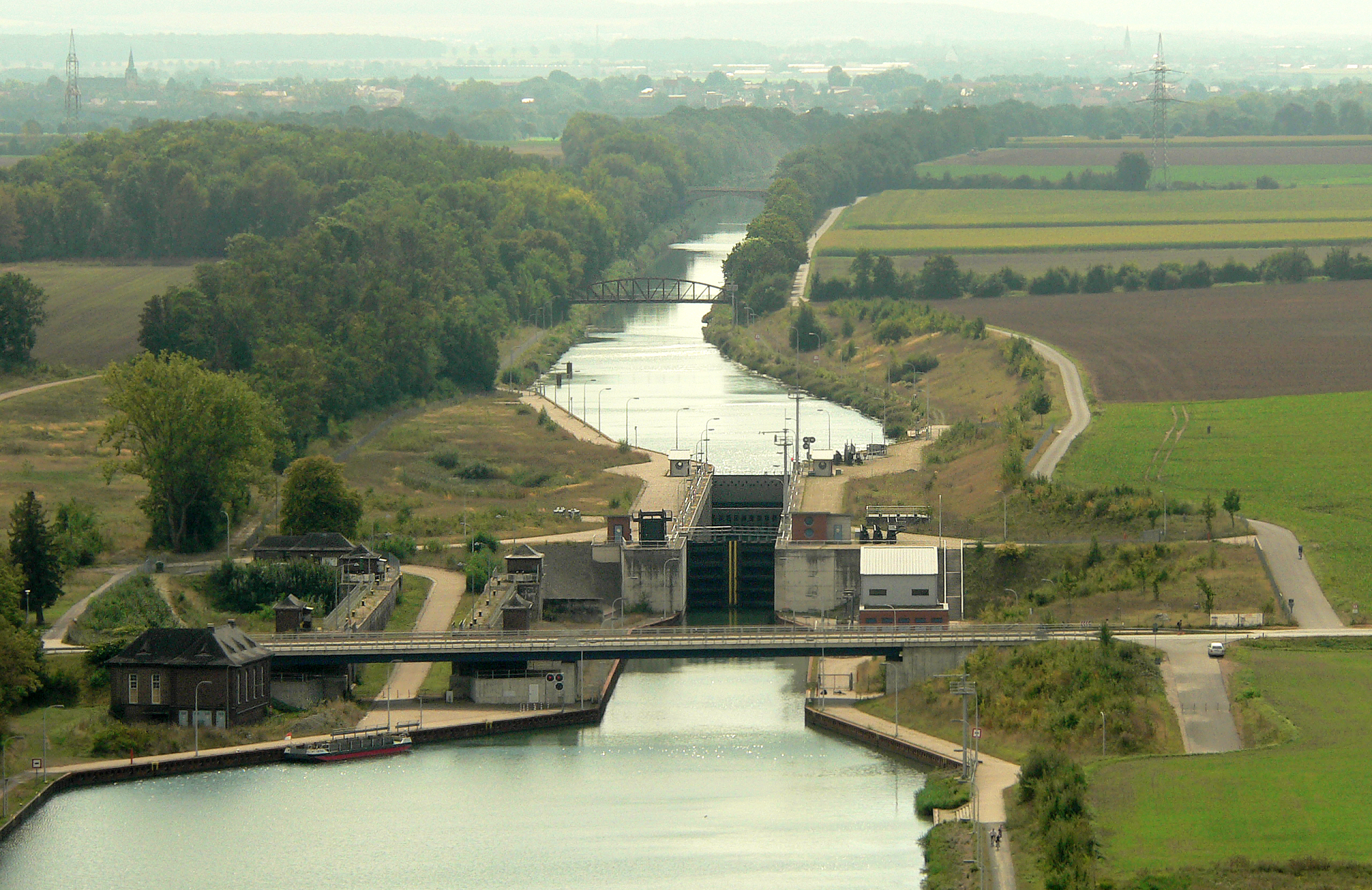
Bolzumer Schleuse
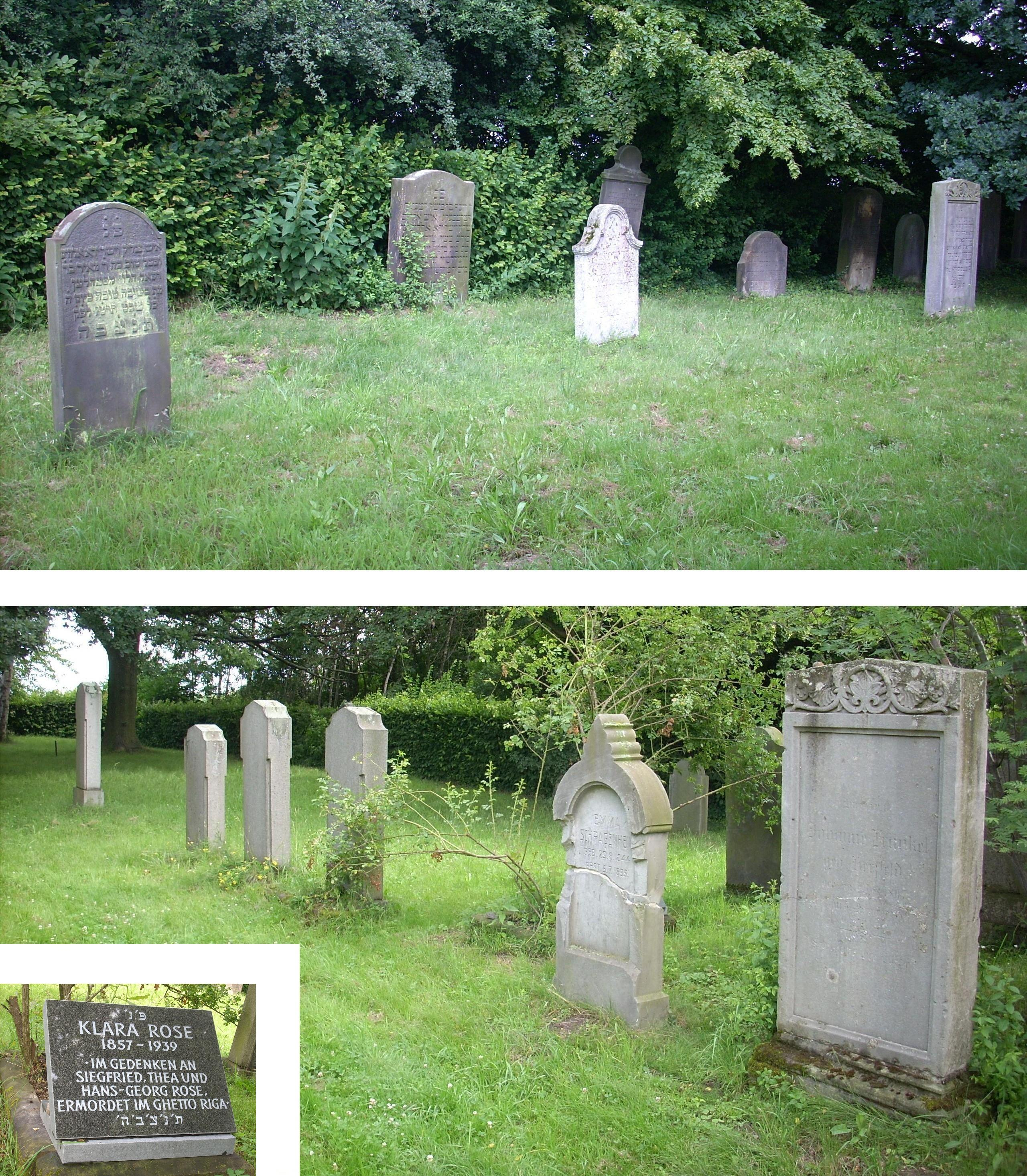
Jüdischer Friedhof Bolzum
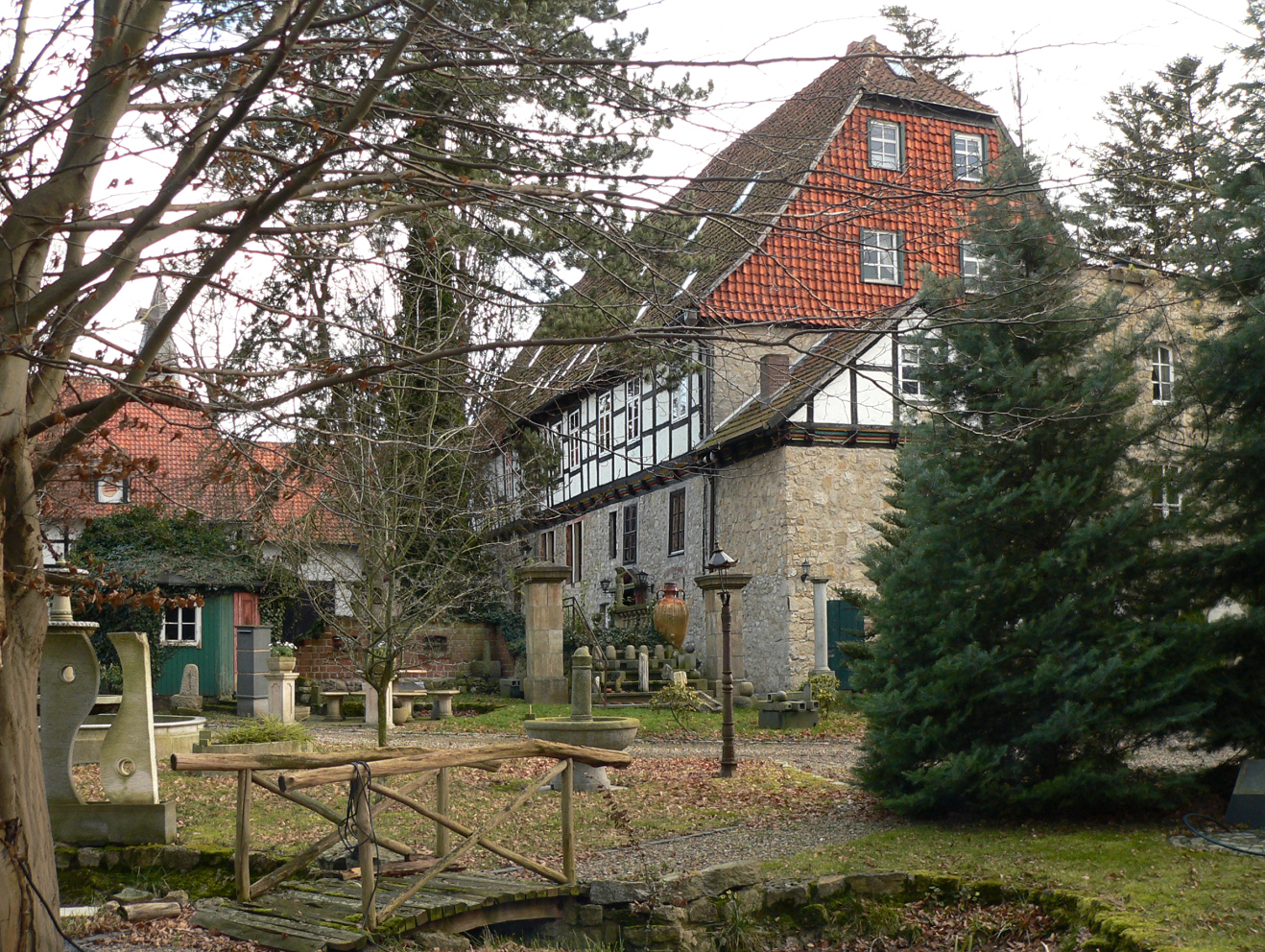
Rittergut Bolzum

## Wirtschaft und Infrastruktur
Im 18. und 19. Jahrhundert war Bolzum ein bedeutender Marktflecken. Es gab jährlich drei Markttage mit dem Viehmarkt, dem Johannis-Markt und dem Martini-Markt. Die Märkte waren für den Ort und das Umland von großer wirtschaftlicher Bedeutung.
Als 1849 die Eisenbahn gebaut wurde, wollte Bolzum keinen Bahnhof; er wurde dann in Sehnde gebaut. Dadurch ging der Handel hier zurück. Manche Kaufleute, vor allem die jüdischen Händler, verließen Bolzum. Nur der Martini-Markt ist bis heute als Brauchtumsmarkt erhalten geblieben. Dennoch hatten sich weiterhin Ladengeschäfte, Handwerker und verschiedene Unternehmer hier entwickelt und zum Teil lange gehalten. 1995 gab es noch 55 selbständige Unternehmen. Prägend ist bis heute die Landwirtschaft. 
Im 20. Jahrhundert boten der Kali-Bergbau und die Zuckerfabrik in Sehnde Arbeitsplätze. Ansonsten haben die Bewohner von Bolzum heute ihre Arbeitsplätze in der näheren und weiteren Umgebung bis in Hannover, Hildesheim und Göttingen.
Brauchtumspflege und Vereinsleben sind sehr ausgeprägt. Unter den Vereinen fallen ein Ponyclub, ein Motorrad-Club, die Junggesellschaft Bolzum und der Shanty-Chor besonders in Auge.
Der von Bolzumern Bürgern als Genossenschaft organisierte Dorfladen wurde als „Bester Dorfladen des Jahres 2024“ ausgezeichnet.

## Persönlichkeiten
- Rosalia Stähr (* 1990), Tischtennis-Nationalspielerin, spielte für den SV Bolzum